# Cryptanthus diamantinensis
Cryptanthus diamantinensis är en gräsväxtart som beskrevs av Elton Martinez Carvalho Leme. Cryptanthus diamantinensis ingår i släktet Cryptanthus, och familjen Bromeliaceae. Inga underarter finns listade i Catalogue of Life.